# Toots Thielemans
Toots Thielemans, de nom real Jean-Baptiste Frédéric Isidor Thielemans (Brussel·les, 29 d'abril de 1922 - 22 d'agost del 2016) fou un músic belga de jazz especialitzat en l'harmònica encara que, ocasionalment, també va ser intèrpret de guitarra i compositor. És considerat com el músic que va importar l'harmònica fins a l'univers de jazz.

## Carrera
Thielemans va començar la seva carrera com a guitarrista el 1949 quan es va unir a una jam session a París en la qual participaven Sidney Becher, Charlie Parker, Miles Davis, Max Roach i altres. El 1951 va marxar de gira amb Bobbejaan Schoepen.
El 1952 es traslladà als Estats Units quan es va convertir en membre dels Charlie Parker's All-Stars. Va tocar i gravar amb músics com Ella Fitzgerald, George Shearing, Quincy Jones, Bill Evans, Paul Simon, Billy Joel, Astrud Gilberto, Elis Regina, Jaco Pastorius i altres. Com a compositor, Thielemans és l'autor d'un estàndard del jazz, Bluessette, on va utilitzar el seu xiulet i una guitarra a l'uníson. El tema es va convertir en un èxit mundial el 1962 i la seva popularitat no ha disminuït amb el pas dels anys.
Com a intèrpret de l'harmònica, Thielemans pot ser sentit en bandes sonores de pel·lícules com Esmorzar amb diamants (1961), Cowboy de mitjanit, Bagdad Café, Turks Fruit i en alguns programes de televisió com ara Barri Sèsam, les sèries belga Witse i neerlandesa Baantjer. També, xiulant i a l'harmònica, pot ser escoltat en antics programes de ràdio i publicitat televisiva. El 1983 col·laborà en l'àlbum de Billy Joel An Innocent Man on la seva harmònica es pot escoltar a la cançó Leave a Tender Moment Alone.
Als anys noranta, Thielemans es va embarcar en projectes temàtics que van incloure l'aproximació a la «música del món». El 1998 publicà el disc Chez Toots que va incloure el tema Les Moulins De Mon Coeur que va comptar amb la col·laboració del cantant Johnny Mathis. Thielemans va rebre un doctorat honorífic per la Vrije Universiteit Brussel i per la Université Libre de Bruxelles (Bèlgica) i el 2001 va rebre el títol de baró del rei Albert II de Bèlgica. El 2005 fou nominat al títol de De Grootste Belg (el premi belga més important). Encara el 2008 va participar en el Festival de Jazz de Terrassa.
Va continuar donant breus concerts fins a principis del 2014. Al març d'aquell any va anul·lar tots els concerts i decidí jubilar-se, en sentir que començava mancar-li la força física per executar un concert complet. El juliol del 2016 va ser hospitalitzat a Brussel·les després d'una caiguda. Va morir dormint al matí del 22 d'agost del mateix any.